# Rimeize
Rimeize ist eine französische Gemeinde mit 614 Einwohnern (Stand 1. Januar 2022) im Département Lozère in der Region Okzitanien. Sie gehört zum Arrondissement Mende und zum Kanton Saint-Chély-d’Apcher.

## Geographie
Die Gemeinde liegt in der Landschaft Aubrac, rund 30 Kilometer nordwestlich der Arrondissement-Hauptstadt Mende.  Nachbargemeinden sind: Prunières im Norden, Saint-Alban-sur-Limagnole im Nordosten, Fontans im Südosten, Peyre en Aubrac mit Aumont-Aubrac im Südwesten, Les Bessons im Westen und Saint-Chély-d’Apcher im Nordwesten.
Das Gemeindegebiet wird vom gleichnamigen Fluss Rimeize und seinem Nebenfluss Chapouillet durchquert. An der östlichen Gemeindegrenze verläuft der Fluss Truyère.

### Verkehrsanbindung
Von Südost nach Nordwest durchquert die Départementsstraße D806, die von Mende nach Saint-Chély-d’Apcher führt, die Gemeinde. 
An der westlichen Gemeindegrenze verläuft die Autobahn A75, die parallele Départementsstraße D809 sowie die Bahnstrecke von Béziers nach Clermont-Ferrand.

## Bevölkerungsentwicklung
| Jahr      | 1968 | 1975 | 1982 | 1990 | 1999 | 2006 | 2018 |
| Einwohner | 585  | 532  | 446  | 458  | 514  | 590  | 586  |

## Sehenswürdigkeiten
- romanische Kirche Saint-Pierre aus dem 11. Jahrhundert